# Август фон Пельцельн
Август фон Пельцельн (нім. August von Pelzeln, 10 травня 1825 — 2 вересня 1891) — австрійський зоолог і орнітолог. Протягом 40 років проціював куратором зоологічних колекцій Віденського музею натуральної історії.

## Біографія
Август фон Пільцельн був сином судді Йозефа Едлерла фон Пільцельна (1784—1832) і Кароліни, уродженої Піхлєр (1798—1855). а також онуком відомої австрійської письменниці Кароліни Піхлєр (1769—1843). Його сестри, Марі і Фанні також були письменницями.
Після того, як Август закінчив навчання в гімазії, він вступив до Віденського університету, а згодом почав працювати на державній службі в окружному управлінні Відня. В 1851 році він став помічником гельмінтолога Карла Моріца Дізінга в Музеї природознавства. В 1857 році він заступив Йоганна Якоба Геккеля на посаді куратора колекції птахів. В 1869 році він також став куратором колекції ссавців.
З 30 квітня 1857 року по 30 серпня 1859 року Август фон Пельцельн брав участь в навколосвітній подорожі на борту австрійського фрегату Новара, разом з іншими відомими біологами, такими як Фердинанд фон Хохштеттер, Георг фон Фрауенфельд, Франц Штейндахнер, Людвіг Редтенбахер і Йоганн Зелебор. Експедицію спонсорував ерцгерцог Максиміліан, а очолив командор Бернхард фон Вюллєрсторф-Урбаїр. Маршрут пролягав з Трієста через Гібралтарську протоку і Атлантичний океан до Ріо-де-Жанейро, далі на Кейптаун, до островів Амстердам і Сен-Поль в Індійському океані, далі на Яву, Філіппіни, Австралію, Нову Зеландію, Таїті, Вальпараїсо і через мис Горн назад до Європи. За матеріалами цієї подорожі Карл фон Шерцер написав працю у співпраці з фон Пельцельном. Крім того, Август фон Пельцельн є автором праць "Орнітологія Бразилії" (Ornithologie Brasileiras, 1871) і "Доробок в орнітологію Південної Африки" (Beiträge zur Ornithologie Südafrikas). В 1869 році він став членом Леопольдини. В 1888 році він покинув роботу в музеї за станом здоров'я.
Август фон Пельцельн описав низку видів птахів, зокрема Phacellodomus ferrugineigula, Myrmelastes leucostigma, Crypturellus erythropus, Tinamus guttatus, Sclerurus rufigularis, Tolmomyias flavotectus і Xenicus gilviventris.
На його честь була названа низка видів птахів, зокрема Tachybaptus pelzelnii, Aplonis pelzelni, Ammonastes pelzelni, Ploceus pelzelni, Elaenia pelzelni і Pseudotriccus pelzelni.

## Праці
- Vögel. Aus der Koiserlich-Königlichen Hof- und Staatsdruckerei, Wien 1865 doi:10.5962/bhl.title.14204
- Zur Ornithologie Brasiliens. A. Pichler’s Witwe & Sohn, Wien 1871 doi:/10.5962/bhl.title.3654
- Beiträge zur Ornithologie Südafrikas. A. Hölder, Wien 1882 doi:10.5962/bhl.title.66074
- Brasilische Säugethiere. A. Hölder, Wien 1883 doi:10.5962/bhl.title.8930
- Eine Studie über die Abstammung der Hunderassen In: Zoologische Jahrbücher : Abteilung für Systematik, Ökologie und Geographie der Tiere, 1, S. 225–240, 1886 PDF, Online [Архівовано 1 лютого 2014 у Wayback Machine.]
- Monographie der Pipridae oder Manakin-Vögel. Budapest 1887, doi:10.5962/bhl.title.49770